# Лідваль Федір Іванович
Федір Іванович Лідва́ль (справжнє ім'я — Йоган-Фрідріх; нар. 1 червня 1870, Санкт-Петербург — пом. 14 березня 1945, Стокгольм) — російський і шведський архітектор; академік архітектури з 1909 року, член Петербурзької академії мистецтв.

## Біографія
Народився 20 травня [1 червня] 1870 року у місті Санкт-Петербурзі в шведській сім'ї, яка оселилася в Російській імперії в середині XIX століття. Упродовж 1888–1890 років навчався в Училищі технічного малювання барона Олександра Штігліца; упродовж 1890–1896 років — у Вищому художньому училищі при Російській імператорській академії мистецтв (з них у 1894–1896 роках в майстерні Леонтія Бенуа). За проект виставкової зали здобув звання художника-архітектора.
Протягом 1910–1917 років викладав на архітектурному факультеті Санкт-Петербурзького жіночого політехнічного інституту, був членом низки конкурсних комісій. З 1918 року жив у Стокгольмі, куди роком раніше виїхала його сім'я. З 1921 року і до смерті співпрацював з архітектурним бюро Альбіна Старка, одного із самих відомих шведських архітекторів того часу. Помер у Стокгольмі 14 березня 1945 року від крововиливу у мозок. Похований у Стокгольмі на Юрсхольмському цвинтарі.

## Архітектурна діяльність
Був одним із провідних майстрів модерну та модернізації історичних стилів. Більшість споруд за його проектами зведено наприкінці XIX — на початку XX століття, зокрема у Санкт-Петербурзі:
- будинок-готель М. Александрова в Апраксіному провулку, № 6 (1902—1903);
- прибуткові будинки:
  - І.-А. Лідваль на Кам'яноострівському проспекті, № 1–3 (1904, відтоді отримав широке визнання; для матері виконав також реконструкцію прибуткового будинку на вулиці Великій Морській, № 27);
  - шведської церкви святої Катерини на вулиці Малій Конюшенній, № 3 (1904—1905; при ній у 1882 році він закінчив початкову школу);
  - Мельцерів на вулиці Великій Конюшенній, № 19 (1904—1905);
  - О. Лібих на вулиці Моховій, № 14 (1905—1906);
  - М. Толстого на Набережній Фонтанки, № 54 (1910—1912);
  - на Лісовому проспекті, № 20 (1910—1911) ;
- особняк на Лісовому проспекті, № 21 Емануіла Нобеля (1910—1911);
- будівлю Другого товариства взаємного кредиту на вулиці Садовій, № 34 (1907—1909);
- будівлю Азовсько-Донського банку на вулиці Великій Морській, № 3–5 (1908—1909, 1912—1913; золота медаль міської комісії за найкращий фасад);
- готель «Асторія» на вулиці Великій Морській, № 39 (1911—1912).

Здійснив реконструкцію санкт-петербурзького готелю «Європейський» на вулиці Михайлівській, № 1 (1908—1910).
|                         |                                     |                      |                         |                           |
| Апраскін провулок, № 6. | Кам'яноострівський проспект, № 1/3. | Мала Конюшенна, № 3. | Велика Конюшенна, № 19. | Набережна Фонтанки, № 54. |

В Україні за його проектами споруджені:
- Будівля Азовсько-Донського банку у Харкові (1914, будівельними роботами керував харківський архітектор Лев Тервен, скульптор К. Пещинський; нині факультет фізичного виховання Педагогічного унівеситету, площа Конституції, № 18);
- Будівля Російського банку зовнішньої торгівлі в Києві (1913—1915, скульптор В. Кузнецов; нині Головне міське управління архітектури та будівництва, Хрещатик, 32).

Брав участь у конкурсі на проект залізничного вокзалу в Києві (1913, 2-а премія).

## Вшанування
- У санкт-петербурзькому Гранд Отелі Європа (колишній готель «Європейський») найшикарніший номер («президентський» люкс) має персональне ім'я «Лідваль»[6];
- У Санкт-Петербурзі, в будинку на Кам'яноостровському проспекті № 1/3, де з 1904 по 1918 рік жив і працював архітектор, у 1995 році встановлено меморіальну дошку (граніт, бронза; архітектор Володимир Попов)[7].